# Hugo López Barrantes
Hugo López Barrantes, (Madrid; 5 de julio de 2003) es un jugador de baloncesto español que juega en el Oviedo Club Baloncesto de la Primera FEB, cedido por el Movistar Estudiantes. Con 2,05 metros de estatura, juega en la posiciones de ala-pívot.

## Trayectoria
Formado en la cantera del Movistar Estudiantes, en la temporada 2019-20 forma parte del filial estudiantil de la Liga EBA, donde iría quemando todas las etapas hasta acabar con ficha en el primer equipo, con el que debutó en la jornada 20 de la temporada 2021-22.
El 5 de octubre de 2022, firma en calidad de cedido por el Real Canoe Natación Club Baloncesto Masculino de la Liga LEB Plata, volviendo a mediados de curso para acabar la temporada con el primer equipo de Movistar Estudiantes, que entrenaba en su momento Javi Rodríguez.
El 26 de febrero de 2024, firma por el Oviedo Club Baloncesto de la LEB Oro, cedido por el CB Estudiantes hasta el final de la temporada, volviendo a ser dirigido por Javi Rodríguez.

## Internacional
Ha sido internacional con España en categorías de formación, con la selección española sub-19 disputó la Copa del Mundo en 2021, en que España quedó quinta.